# Manshū MT-1 Hayabusa
Le Manshū MT-1 Hayabusa (en japonais : 満州航空 MT-1 隼型, « Faucon pèlerin ») était un avion de ligne japonais de la fin des années 1930, conçu et produit en Mandchourie — alors sous contrôle japonais — par le constructeur Manshū,.
Le MT-1 était un monoplan à aile basse cantilever, doté d'un train d'atterrissage classique fixe, doté d'une roulette de queue et dont les jambes principales étaient recouvertes de carénages enveloppants sur la version Hayabusa II. Le poste de pilotage pour les pilotes était entièrement fermé et totalement séparé de la cabine des passagers, qui pouvait embarquer six personnes. L'avion équipa la Compagnie aérienne nationale du Mandchoukouo. Le Hayabusa II fut la première version à entrer en service, dès l'été 1938. En 1938 débuta la conception de la version suivante Hayabusa III, dotée de trains rétractables, d'une envergure augmentée de deux pieds et une longueur réduite de la même valeur, mais elle fut victime de retards dans la conception des trains, ainsi que de l'augmentation de sa masse à vide. Bien que certains rapports indiquent que le III ait volé dès 1938, de nombreux autres mentionnent un premier vol ne se déroulant pas avant l'année 1941.
Un total de 35 exemplaires furent produits. Ils furent utilisés par les Japonais jusqu'en 1945, puis aucune source ne put confirmer si des appareils avaient survécu au conflit. Il est probable que certains aient été repris plus tard par les Soviétiques et utilisés à leur compte.

## Utilisateurs
- Mandchoukouo :
  - Compagnie aérienne nationale du Mandchoukouo.

## Spécifications techniques
Données de Japanese Aircraft, 1910-1941
Caractéristiques générales
- Équipage : 1 pilote
- Capacité : 6 passager
- Longueur : 9,38 m
- Envergure : 13,60 m
- Hauteur : 3,60 m
- Surface alaire : 27,3 m2
- Masse à vide : 1 700 kg
- Masse typique : 2 700 kg
- Moteur : 1   moteur à pistons à 9 cylindres en étoile refroidis par air Nakajima Kotobuki 2-Kai-1 (en) de 460 ch (343 kW)

 Performances 
- Vitesse maximale : 240 km/h
- Vitesse de croisière : 200 km/h
- Distance franchissable : 902 km
- Plafond : 6 000 m
- Charge alaire : 62,27 kg/m2
- Rapport poids-puissance : 3,69 kg/ch

### Articles
- (en) Richard Bueschel, « The Mansyu Hayabusa », Air Pictorial Magazine,‎ mai 1961 (lire en ligne).